# 工業地理学
工業地理学（こうぎょうちりがく、英語: industrial geography）は、工業に関する事象を扱う人文地理学の一分野である。

## 概要
工業を地理学で扱う場合、特定の地域内での人々と物品に関する経済活動の合理性の追求がテーマとなる。このため工業そのものより、工場や事業所など生産施設の立地や生産地域に着目し、工業地域の研究や工業立地分析などが主体であった。さらに、様々な工業の相互作用の関係性なども論じていた。

## 研究テーマ
工業地理学の研究テーマは多岐にわたる。地理学評論での最古の論文は、諏訪地域での製糸業発達について地誌的な考察を行っており、写真から地域変化と産業の発達の読解が可能である。第二次世界大戦の後には工業地理学の研究領域が拡大した。近年では、研究テーマがさらに拡大し、経済活動の広い分野から地域的な視点で考察するようになっている。